# Výklenková kaple (Malešice)
Výklenková kaple v Malešicích v Praze stojí na vršku v parčíku mezi ulicemi Rektorská a Na Universitním statku. Je chráněna jako nemovitá kulturní památka České republiky.

## Historie
Výklenková kaple byla údajně postavena na paměť bitvy u Štěrbohol v roce 1757. Stavebníkem byla pražská Univerzita Karlova.

## Popis
Stavba má půlkruhově zaklenutou niku, rámovanou toskánskými pilastry a završenou trojúhelným tympanonem s římsou. V nice je torzo malby Ukřižování Krista s Pannou Marií.